# Георг Фрідріх Трайчке
Георг Фрідріх Трайчке (нім. Georg Friedrich Treitschke; 1776 - 1842) — німецько-австрійський драматург, театральний режисер, а також лепідоптеролог (дослідник метеликів).

## Біографія
Народився 1776 року у Лейпцигу. У 1793 році відправлений до Цюриха на навчання. Там він познайомився з поетом Георгом Геснером, який прищепив Трайчке любов до поезії і театру. У 1797 році Трайчке повернувся до Лейпцига і зайнявся комерцією, однак після смерті батька в 1799 році він повністю присвятив себе письменництву. У 1802 році під час поїздки до Відня Трайчке познайомився з бароном фон Брауном, директором Бурґтеатру і влаштувався театральним режисером і сценічним поетом у придворному театрі. 23 жовтня 1805 одружився з танцівницею Магдаленою де Каро (нар. 25 квітня 1788 в Чивітавекк'я - пом. † 24 серпня 1816 у Відні), від якої мав дочку. Двоє синів Фрідріх (1819–1878) і Йозеф (1822–1844) народилися в другому шлюбі з Крістіаною Огюст Кроєр фон Кріхенфельз (1792–1848). У 1809 році Трайчке обійняв посаду віце-директора, а з 1811 по 1814 рік — директора Віденського театру. З 1814 року Трайчке знову працював режисером у придворному театрі. В основному він керував там німецькою та італійською оперою. У 1822 році він став придворним театральним економом, обов'язками якого були нагляд за фінансами та обліком будинку. Він написав лібрето для Пауля Враніцького, Адальберта Ґіровця та К. Вайґля («Вайзенгауз», «Дитаток»), переклав німецькою мовою багато французьких опер. У 1814 році він переробив лібрето «Фіделіо» на прохання Людвіга ван Бетховена.
Завдяки дружбі з актором і ентомологом Фердинандом Оксенгаймером (1767-1822), з яким він познайомився в Лейпцигу в 1797 році і який грав у Віденському придворному театрі з 1807 року, Трайчке вирішив зайнятися лепідоптерологією (дослідженням метеликів). З 1808 року, коли йому прописали свіже повітря через хворобу, він був супутником Оксенгаймера на численних ентомологічних екскурсіях, допомагав йому у редагуванні праці «Метелики Європи» (том 1–4, 1807–1816) і самостійно видав після смерті Оксенгаймера, томи з 5 по 10 (1825–1835). Колекція метеликів Трайчке налічувала близько 9500 зразків 2582 видів. У 1843 році її продали за 3000 гульденів Угорському національному музею в Будапешті, куди колекція Оксенгаймера з 3772 зразками переїхала у 1824 році.
На честь Трайчке названо кілька видів метеликів, зокрема Euploea treitschkei (Boisduval, 1832), Pyrrhia treitschkei (Frivaldszky, 1835), Antispila treitschkiella (Fischer von Röslerstamm, 1843) тощо.

## Праці
Ентомологія
- F. Ochsenheimer, F. Treitschke: Die Schmetterlinge von Europa. Band 5/1. Fleischer, Leipzig 1825 XVI + 414 S.
- F. Treitschke: Die Schmetterlinge von Europa. Band 5/2. Fleischer, Leipzig 1825, 447 + [1] S.
- F. Treitschke: Die Schmetterlinge von Europa. Band 5/3. Fleischer, Leipzig 1826, IV + 419 + [1] S.
- F. Treitschke: Die Schmetterlinge von Europa. Band 6/1. Fleischer, Leipzig 1827, VIII + 444 S.
- F. Treitschke: Die Schmetterlinge von Europa. Band 6/2. Fleischer, Leipzig 1828, 319 S.
- F. Treitschke: Die Schmetterlinge von Europa. Band 7. Fleischer, Leipzig 1829, VI + 252 S.
- F. Treitschke: Die Schmetterlinge von Europa. Band 8. Fleischer, Leipzig 1830, VIII + 312 S.
- F. Treitschke: Die Schmetterlinge von Europa. Band 9/1. Fleischer, Leipzig 1832, VIII + 272 S.
- F. Treitschke: Die Schmetterlinge von Europa. Band 9/2. Fleischer, Leipzig 1833, 284 S.
- F. Treitschke: Die Schmetterlinge von Europa. Band 10/1. Fleischer, Leipzig 1834, X + 286 S.
- F. Treitschke: Die Schmetterlinge von Europa. Band 10/2. Fleischer, Leipzig 1835, [2] + 340 S.
- F. Treitschke: Die Schmetterlinge von Europa. Band 10/3. Fleischer, Leipzig 1835, [4] + 302 S.
- F. Treitschke (Hrsg.): Naturhistorischer Bildersaal des Thierreiches. Nach William Jardine. Vorwort von K. Vogel. 4 Bände (1840–1843). Hartleben, Pesth / Leipzig. Ca. 770 S., 180 Taf. (360 Abb.).
- F. Treitschke: Naturgeschichte der europäischen Schmetterlinge. Schwärmer und Spinner. Hartleben Pesth 1841. [9] + XIV + [2] + 222 S., Frontispiz, 30 Taf.
- Naturgeschichte der Tauben, nach Prideaux John und  Selby. Deutsch bearbeitet von G. F. Treitschke, Pesth 1839.

Драматургія
- G. F. Treitschke: Singspiele nach dem Französischen. 5 Bände. Wien 1808.
- F. Treitschke: Gedichte. I. B. Wallishausser, Wien 1817.
- G. F. Treitschke: Libretto zur Kantate Du, dieses Bundes Fels und Gründer - von Salieri vertont, 1820.
- G. F. Treitschke: Libretto zur Fortsetzung von Mozarts Le nozze di Figaro Die beiden Figaro
- K. Streckfuß, G. F. Treitschke (Hrsg.) (1805): Musenalmanach für das Jahr 1805.
- A. Kuhn, G. F. Treitschke (Hrsg.) (1808): Musenalmanach für das Jahr 1808.
- F. Treitschke: Gedichte. I. B. Wallishausser, Wien 1841. [8] + 162 S.